# قلعه کایانی

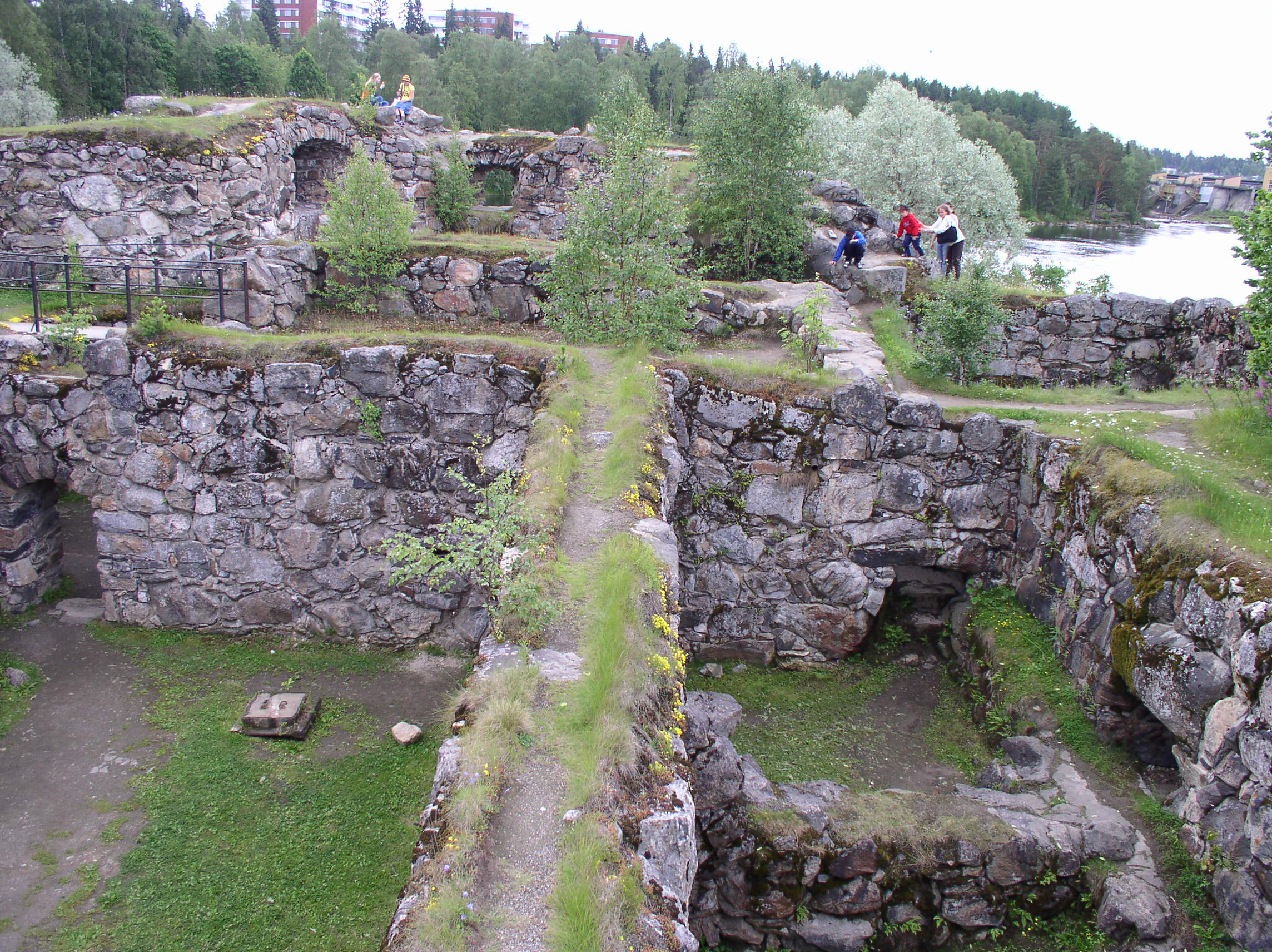
خرابه‌های قلعه کایانی

قلعه کایانی (انگلیسی: Kajaani Castle) در قرن هفدهم در جزیره امَکوسکی رودخانه کایانی در مرکز کایانی، فنلاند ساخته شد. امروزه تنها ویرانه‌های بدون سقف این قلعه باقی مانده‌است.
این قلعه به عنوان مرکز اداری، زندان و دژ نظامی مورد استفاده بوده‌است. مشهورترین زندانی، مورخ یوهانس مسنیوس بود که از سال ۱۶۱۶ تا ۱۶۳۵ مجبور شد در شرایط بد قلعه زندگی کند.
ساخت قلعه کایانی در سال ۱۶۰۴ آغاز شد و در سال ۱۶۱۹ به پایان رسید. قلعه در ابتدا فقط شامل یک دیوار سنگی، دو برج گرد و ساختمان‌های چوبی در حیاط داخلی قلعه بود.
کنت پیتر براهه دستور ساخت بیشتر قلعه را در دهه ۱۶۵۰ داد که در سال ۱۶۶۶ به پایان رسید. در طی این ساخت و ساز، بسیاری از سازه‌های چوبی قلعه با سازه‌های سنگی جایگزین شد تا یک قلعه شکل بگیرد.
در طول جنگ بزرگ شمالی، نیروهای روسی چندین ماه قلعه را محاصره کردند تا اینکه سرانجام به دلیل کمبود غذا، هیزم و مهمات مجبور به تسلیم شدند. اندکی پس از این، روس‌ها قلعه را منفجر کردند و ساکنان آن به روسیه تبعید و در آنجا زندانی شدند.